# 餘家英昭
餘家英昭（Yoke Hideaki）是日本玩具公司TAKARA（タカラ，現TAKARATOMY）玩具設計師，他於1977年加入TAKARA，是《微星小超人》和《戴亞克隆》玩具線的主要設計者之一、《變形金剛》系列首席設計師。發展早年擔任TAKARA的海外聯絡，一直致力於發展《變形金剛》系列玩具，在2010年入選"變形金剛名人堂"。

## 現時已知是餘家英昭設計的玩具

### Generation 1系列
- 照相機 (變形金剛) (Reflector)
- 音波 (變形金剛) (Soundwave)
- 博士 (Perceptor)
- G1 Minibots
- 機器狗 (Ravage)
- 探子 （Scourge）

## 外部連結
- 余家英昭被高达逼出“异想天开”
- 餘家英昭：一生只设计变形金刚 （页面存档备份，存于）
- Transformers Who's Who Hideaki Yoke & Koujin Oono on the History of Transformers - Transformers News - TFW2005 （页面存档备份，存于）
- Playworks Talks to Hideaki Yoki About TRANSFORMERS[永久]
- TRANSFORMERS Hall of Fame: Hideaki Yoke  （页面存档备份，存于）